# Уэда, Фумито
Фумито Уэда (яп. 上田 文人 Уэда Фумито, род. 19 апреля 1970, Тацуно) — японский геймдизайнер, сценарист и продюсер разработки компьютерных игр. Известен как создатель игр Ico (2001), Shadow of the Colossus (2005), The Last Guardian (2016).

## Биография
- 1993 — окончил Университет Искусств в Осаке
- 1993 — 1997 — работал в Sega
- 1997 — 2001 — работал в Sony
- 2015 — основал студию genDESIGN[3]